# Adolph Staring

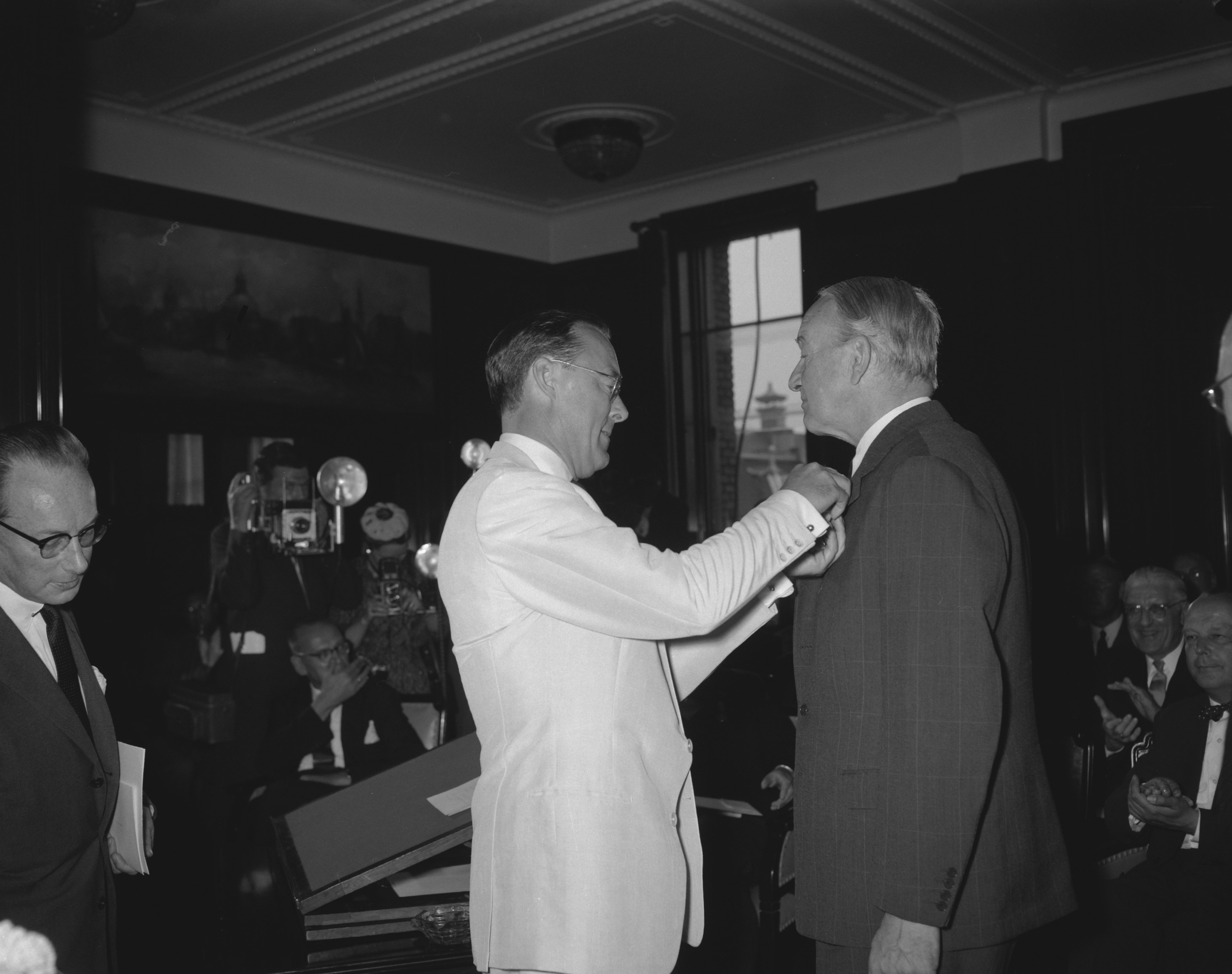
Zilveren anjer voor Adolph Staring (1959)

Adolph Staring (Dordrecht, 2 oktober 1890 - Vorden, 6 januari 1980) was een Nederlands kunsthistoricus en kunstverzamelaar.
Hij was een zoon van Johanna Houkje Blussé en militair en uitgever Maurits Lodewijk Christiaan Staring. Hijzelf was in 1928 getrouwd met ingenieursdochter Jacoba Henriette Magdalena de Mol van Otterloo (1901-1996); het echtpaar bleef kinderloos. Hij was verre familie van Anthony Christiaan Winand Staring.
Staring studeerde aan de Universiteit Leiden tussen 1909 en 1917 rechten. Hij werd diplomaat, maar dat beviel hem niet. Tijdens zijn studie en een tentoonstelling in Rotterdam van portretten in 1910 deed hij een fascinatie voor portretten op. Tussen 1920 en 1922 werkte hij bij het Haags Gemeentemuseum en richtte in 1921 een portrettentoonstelling in in Panorama Mesdag (Het portret in Nederland van 1730-1830). Hij schreef in die jaren verhandelingen over kunst en de Dordtse geschiedenis. Ook werkte hij mee aan een kunstenaarslexicon.
Hij legde een grote kunstverzameling aan en was betrokken bij de start van het Stedelijk Museum Zutphen. Hij was tussen 1923 en 1935 betrokken bij de Vereeniging Oranje Nassau Musuem. In 1935 verhuisde hij naar Kasteel De Wildenborch. Volgens Ekkart bleef hij actief binnen de kunsten en monumenten: ondervoorzitter van de Voorlopige Monumentenraad, directeur van de Nederlandse Kastelenstichting (1946-1949), bestuurslid van de stichting Vrienden der Geldersche Kasteelen (1940-1973), lid van de Monumentencommissie van de provincie Gelderland (1945-1972), voorzitter van de Commissie tot beheer van het Stedelijk Museum te Zutphen (1946-1971) en bestuurslid van de Vereniging Gelre (1936-1969).
In 1953 werd het benoemd tot ridder in de Orde van de Nederlandse Leeuw; in 1959 kreeg hij de Zilveren Anjer opgespeld. Die laatste kreeg hij voor zijn werk op het terrein van de kunstgeschiedenis van de 18e eeuw, beeldhouwkunst, portretminiaturen en de iconografie van het Huis van Oranje (citaat uit Trouw 27 juni 1959), waaronder die van Willem III van Oranje. Hij was ook degene die aanleiding gaf tot verdere studie rondom een portret geschilderd door Rembrandt van Rijn: hij zag in dat portret niet zozeer Rembrandts vrouw Saskia Uylenburgh, maar Amalia van Solms; pas nadat het schilderij schoongemaakt was (1965) kon dit worden bevestigd.
Hij overleed op 89-jarige leeftijd op landgoed en Kasteel De Wildenborch te Vorden. Hij werd in Crematorium Dieren gecremeerd. Zijn erfenis, waaronder De Wildeborch, ging naar een neef.
Staring werd in 1956 geportretteerd door Willem Gerard Hofker; Staring schreef de inleiding voor diens werk Kastelen in Oost-Gelderland (Walburgpers).
- Bibliothèque nationale de France: cb13625942n (data)
- Biografisch Portaal: 70805444
- Digitale Bibliotheek voor de Nederlandse Letteren: star004
- Gemeinsame Normdatei: 172383838
- International Standard Name Identifier: 0000 0000 7731 5562
- Library of Congress Control Number: n79063436
- Nationale Bibliotheek van Israël: 987007349016205171
- Nederlandse Thesaurus van Auteursnamen: 070020485
- Réseau des bibliothèques de Suisse occidentale: 02-A013119247
- RKD-Nederlands Instituut voor Kunstgeschiedenis: 358381
- Union List of Artist Names: 500326397
- Virtual International Authority File: 20812858
- WorldCat: E39PBJyrPHMkj6Fgp3mY6wjKVC